# アテナイ人の国制
『アテナイ人の国制』（アテナイじんのこくせい、古希: Ἀθηναίων πολιτεία、古代ギリシア語ラテン翻字: Athēnaiōn Politeia、英: Constitution of the Athenians）とは、古代ギリシアの哲学者アリストテレス（及びその弟子達）によって書かれたアテナイの政治史及び政治制度に関する書。
古来からその存在が伝えられ様々に引用されてきた、アリストテレス等がギリシアの各ポリスや周辺異民族の国制の歴史を158篇の書籍にまとめた『国制史』（希: πολιτείαί）の中の一篇であり、その筆頭かつ中心を成す書物。古代・中世の学者による『国制史』の引用は200を超えるが、その中で『アテナイ人の国制』は90余りを数えるなど、圧倒的に多い。
歴史の過程で散逸してしまっていたが、1890年にエジプトから1世紀末-2世紀初頭のパピルス写本が発見され、それを大英博物館が入手、1891年初頭にはFrederic G. Kenyonによる復元・校訂本が発行された。

## 構成
原写本に章節の区切りは無いが、Kenyon等校訂者によって、便宜的に復元部は全69章に分けられている。第1章-第41章は歴史的経緯を、第42章-第69章は当時の制度の具体的内容を記述している。
- 第1章 - アルクメオン家（英語版）の追放と、エピメニデスによる浄め。
- 第2章 - 寡頭政治と民衆の悲惨。
- 第3章 - ドラコン以前の国制。
- 第4章 - ドラコンの国制。
- 第5章 - ソロンが調停者に選ばれる。
- 第6章 - 負債の破棄。
- 第7章 - 財産による市民の等級別。
- 第8章 - ソロンによる様々な立法。
- 第9章 - ソロンの国制・新法についての評価。
- 第10章 - 度量衡、貨幣制度の改革。
- 第11章 - ソロンの改革に対する当時の世評。
- 第12章 - ソロンの詩篇に現れている彼の政治思想。
- 第13章 - ソロンの改革後の党争、アッティケの三党。
- 第14章 - ペイシストラトスが僭主となる、その追放と帰国。
- 第15章 - ペイシストラトスの再追放、最後の勝利と人民からの武器撤収。
- 第16章 - ペイシストラトスの政策と人柄。
- 第17章 - ペイシストラトスの死とその一族。
- 第18章 - ハルモディオスとアリストゲイトンによるヒッパルコスの暗殺。
- 第19章 - アルクメオン家、スパルタの助力で僭主政を排する。
- 第20章 - クレイステネスとイサゴラス（英語版）の抗争。民衆の勝利。
- 第21章 - クレイステネスの改革。新部族、新評議会。区制。
- 第22章 - オストラキスモス（陶片追放）の創始、その適用。テミストクレスと海軍の建設。
- 第23章 - アレオパゴス会議の権力回復。アリステイデスとテミストクレス。海上同盟（デロス同盟）の成立。
- 第24章 - アリステイデスの政策。海上同盟（デロス同盟）とアテナイ人の生活の変化。
- 第25章 - エピアルテスがアレオパゴス会議の権能を奪取。
- 第26章 - 人材の貧窮。アルコン選任法改正。ペリクレスによる市民数の制限。
- 第27章 - ペリクレスとキモン。陪審者手当の創始。
- 第28章 - ペリクレス以後の民衆指導者と、優れた政治家。
- 第29章 - 寡頭主義の台頭。ピュトドロスの決議。
- 第30章 - 百人委員が起草した将来の国制。無給の評議会。
- 第31章 - 臨時の国制。四百人評議会。
- 第32章 - 四百人と全権将軍の支配。スパルタとの和平交渉の失敗。
- 第33章 - 四百人の支配倒れる。五千人の穏健寡頭政治。
- 第34章 - 五千人の支配倒れる。扇動政治家の跳梁。三十人政権の樹立。
- 第35章 - 三十人政権の変化。
- 第36章 - テラメネスの抗議。三千人の登録。
- 第37章 - トラシュブロスが反旗を掲げる。テラメネスの処刑。ラケダイモン人の守備兵到来。
- 第38章 - 三十人政権倒れる。パウサニアスによる民主派との和解。
- 第39章 - 和解の条件。三十人側のエレウシス移住規定。
- 第40章 - 三十人側との最終的和解。民主政治復活。
- 第41章 - イオン以来の変革の回顧。民会出席者手当の開始。

---
- 第42章 - 市民の登録。成人の訓練。
- 第43章 - 重要官職。評議会。プリュタネイス（当番評議員）。民会の日程。
- 第44章 - プリュタネイス（当番評議員）の議長。評議会の幹事。幹事長。
- 第45章 - 評議会の処罰権。役人の審査と民会の議案の決定。
- 第46章 - 評議会による建艦と公共建築物の監督。
- 第47章 - 評議会とアテナ女神の財務官。契約官。
- 第48章 - 評議会と収入役。会計検査委員。執務審査官。
- 第49章 - 評議会による軍馬、騎兵、勤労不能者の審査。
- 第50章 - 神殿修築官。市域監督官。
- 第51章 - 市場監督官。度量衡監督官。穀物監督官。取引所監督官。
- 第52章 - 十一人。訴訟提起官。
- 第53章 - 四十人。仲裁係。エポニュモス表。
- 第54章 - 道路建設係。会計検査官。プリュタネイア（当番評議会）の書記。犠牲委員。サラミスのアルコン。ペイライエウスの区長。
- 第55章 - 九人のアルコンの選任。その資格審査。その宣誓。
- 第56章 - 筆頭のアルコン（エポニュモス、執政官）の職務。合唱隊奉仕者の選定。孤児、女子相続人に関する訴訟。
- 第57章 - バシレウス（神祗官）の職務。秘儀の監督と涜神（神の冒涜）、殺人の訴訟の取り扱い。
- 第58章 - ポレマルコス（兵部官）の職務。在留外人についての訴訟の取り扱い
- 第59章 - テスモテタイ（法務官）の職務。その扱う種々の訴訟。
- 第60章 - 競技委員。神聖なオリーブ樹とパンアテナイア祭の賞品。
- 第61章 - 軍事の高官。将軍。歩兵指揮官。騎兵長官。部族騎兵指揮官。
- 第62章 - 役人の抽選についての規定。種々の日当。再任についての規定。
- 第63章 - 陪審者の資格。その抽選のための用具。
- 第64章 - 陪審希望者の内の出廷者の抽選。陪審廷分属。
- 第65章 - 陪審者の入廷。
- 第66章 - 陪審廷を主催する役人の抽選分属。水時計係と投票係。
- 第67章 - 公訴と私訴。法定弁論の長さについての規定。
- 第68章 - 大小の法定の構成。判決のための投票方法。投票用具。
- 第69章 - 投票の計算。量刑のための投票。陪審者への日当の支給。

## 日本語訳
- 『アリストテレス全集 17 詩学　アテナイ人の国制　断片集』 今道友信、村川堅太郎、宮内璋・松本厚訳 岩波書店 1972年
  - 『アテナイ人の国制』 村川堅太郎訳、岩波文庫 1980年。度々復刊
- 『新版 アリストテレス全集 19 アテナイ人の国制　著作断片集Ⅰ』 橋場弦訳 岩波書店 2014年